# Dichorragia deiokes
Dichorragia deiokes är en fjärilsart som beskrevs av Hans Fruhstorfer 1913. Dichorragia deiokes ingår i släktet Dichorragia och familjen praktfjärilar. Inga underarter finns listade i Catalogue of Life.